# Dipinti del soffitto della chiesa di San Pietro a Majella

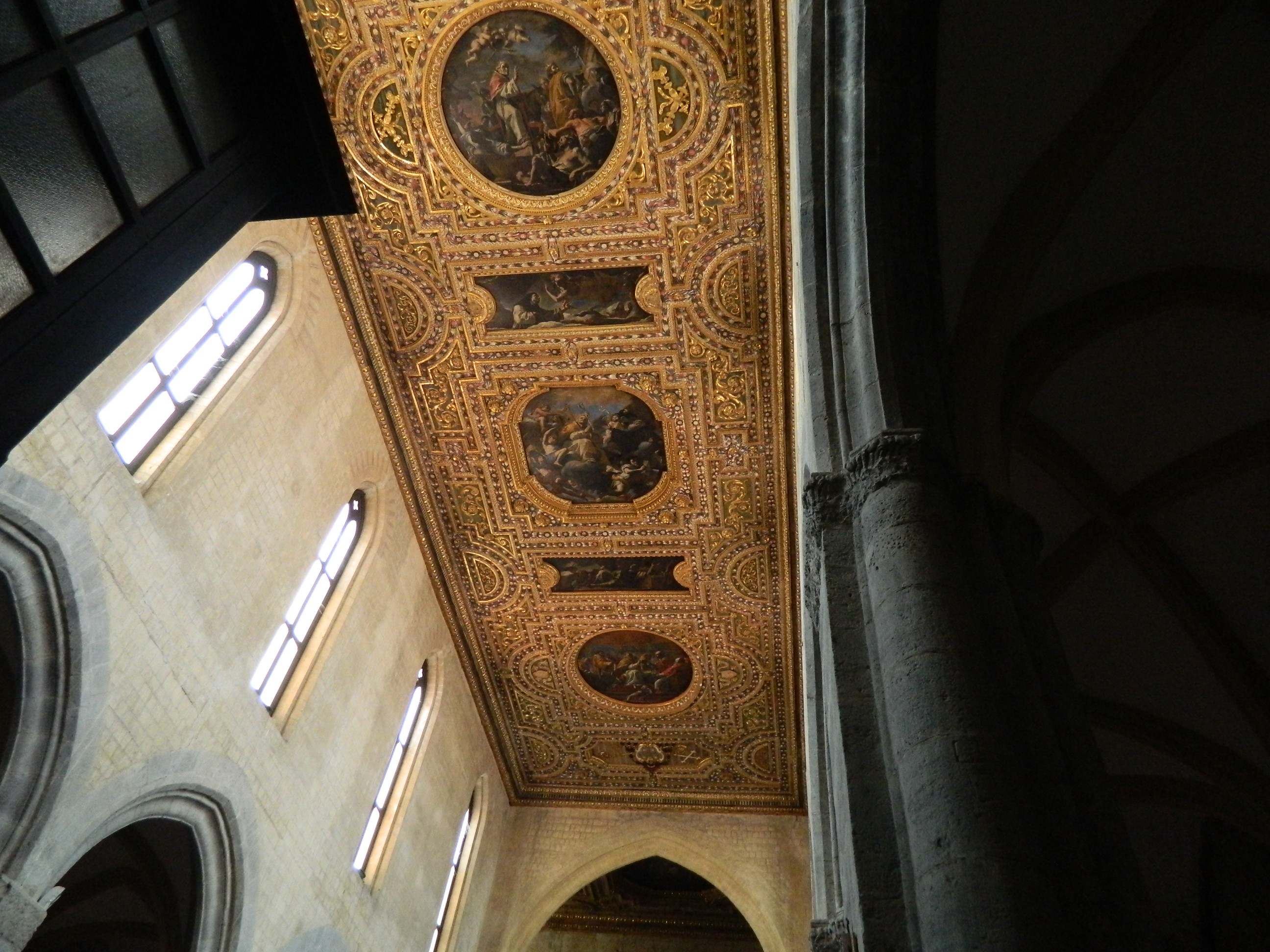
Soffitto della navata mediana con le storie della vita di san Pietro Celestino

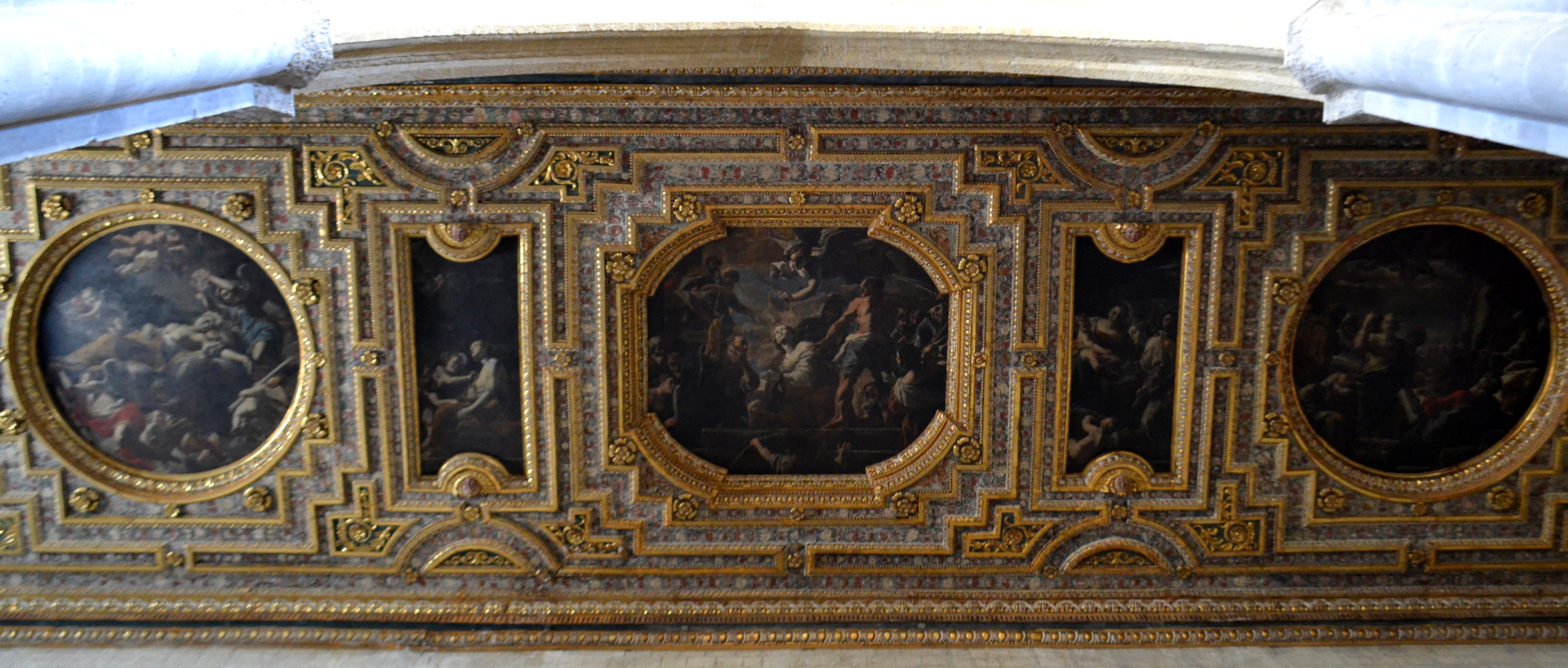
Soffitto del transetto con le storie della vita di santa Caterina d'Alessandria

I dipinti del soffitto della chiesa di San Pietro a Majella sono una serie di dieci tele con episodi della vita di san Pietro Celestino e santa Caterina d'Alessandria eseguiti da Mattia Preti nel corso della metà del Seicento per il soffitto della chiesa di San Pietro a Majella di Napoli.
L'intera composizione rappresenta uno dei punti massimi della pittura italiana del Seicento.

## Storia
Il nuovo soffitto cassettonato della chiesa fu voluto nel corso della metà del Seicento per sostituire quello preesistente a capriate, a seguito dei lavori di ristrutturazione che interessarono l'intero monastero celestino di San Pietro a Majella. L'abate generale dell'ordine monastico Fabrizio Campana intese così abbellire la gotica chiesa con rifacimenti barocchi; a tal proposito il progetto della nuova copertura fu commissionato all'architetto Bonaventura Presti, il quale chiamò alle decorazioni dello stesso importanti intagliatori del panorama napoletano dell'epoca.
Incastonati nei soffitti della navata mediana e del transetto furono collocati per volontà degli stessi monaci celestini dieci dipinti di Mattia Preti con Episodi della vita di san Pietro Celestino e di Santa Caterina d'Alessandria, eseguiti in un arco temporale databile tra il 1657 ed il 1673 e commissionati dal Campana durante il soggiorno napoletano dell'artista, dietro un compenso di 1500 ducati.
Durante l'esecuzione del ciclo di Santa Caterina d'Alessandria, quando in quel momento si vedevano compiuti due dei cinque dipinti del transetto oltre al completamento totale della vita di san Pietro Celestino nella navata mediana, l'operato del Preti fu messo in discussione dai frati celestini al punto da interrompere bruscamente la realizzazione del lavoro. Entrò in quest'occasione come garante del pittore calabrese il suo protettore e amico napoletano don Antonio Caputo, che fece da intermediario nella disputa con i monaci. Su consiglio del Caputo furono chiamati Luca Giordano, Andrea Vaccaro e Francesco Di Maria a valutare la bontà stilistica delle opere; a questo punto il Vaccaro e il Di Maria confermarono l'eccellente livello qualitativo adottato nella realizzazione delle pitture, mentre il Giordano pur riconoscendo la veridicità delle parole dei suoi colleghi, si propose per sostituire le opere del Preti con altre che avrebbe compiuto lui stesso di sua mano. Il Caputo intervenne, quindi, nuovamente nella diatriba accollandosi a sue spese la sistemazione dei quadri completati all'interno delle nicchie del soffitto, così da vedere quale fosse effettivamente l'impatto emotivo alla vista di quelle tele. Trovato pertanto il riscontro positivo da parte dei monaci, che si ricredettero sulla bontà stilistica dei quadri, questi ripresero i dialoghi col Preti chiedendo allo stesso di concludere al più presto anche le tre scene del transetto che mancavano all'intera scenografia, la Santa Caterina difende la sua fede in disputa con i sofisti, La decollazione della santa davanti al tiranno Massenzio e Il corpo esanime della santa cosparso di rose è portato in cielo dagli angeli. Il Preti nel frattempo aveva però accettato altre commissioni in città e fuori e si trovò così costretto a slittare l'esecuzione delle tre tele, per altro mostrandosi anche restio ad accettare di concludere l'opera dopo che il suo lavoro fu messo in discussione. Intervenne così nuovamente il Caputo che, sollecitato dai monaci, fece da paciere tra le parti; il Preti dunque accettò di completare il lavoro spedendo i dipinti mancanti a Napoli via mare solo nel 1673, quando era a Malta.

## Descrizione

Schema delle tele sul soffitto della chiesa

I dipinti si succedono tra di loro linearmente e sono caratterizzati in entrambi i casi, sia nella navata centrale che nel transetto, da tele di forma tonda ai lati più estremi, da due rettangolari nelle scene più prossime al centro e infine da una tela ottagonale che costituisce l'immagine centrale della composizione.
Le opere sulla navata mediana relative alle storie della vita di san Pietro Celestino, a partire dall'ingresso, sono:
1. San Pietro celestino vestito da eremita prende possesso della sede pontificia preceduto da Carlo II d'Angiò con la croce (tondo di diametro 360 cm);
2. Il santo sulla Majella in preghiera riceve l'annuncio dall'angelo (rettangolo 145×400 cm);
3. Il santo in abiti papali viene trasportato in cielo accompagnato da san Benedetto (ottagono 370×370 cm);
4. Il santo sulla Majella tentato dal demonio (rettangolo 145×400 cm);
5. Il santo con la tiara in mano, in atto di fare il gran rifiuto (tondo di diametro 360 cm).

Le opere del transetto relative agli episodi della vita di santa Caterina d'Alessandria, da destra a sinistra, sono:
1. Santa Caterina difende la sua fede in disputa con i sofisti (tondo di diametro 370 cm);
2. Sposalizio mistico di santa Caterina (rettangolo 300×150 cm);
3. La decollazione della santa davanti al tiranno Massenzio (ottagono 450×500 cm);
4. La santa ferita e in prigione assistita dagli angeli (rettangolo 300×150 cm);
5. Il corpo esanime della santa cosparso di rose è portato in cielo dagli angeli (tondo di diametro 370 cm).

## Dipinti

### Navata
| Numero | Foto | Titolo | Storia dell'affresco                      |
| ------ | ---- | --- | ----------------------------------------- |
| 1      |      | San Pietro celestino vestito da eremita prende possesso della sede pontificia preceduto da Carlo II d'Angiò con la croce | Storie della vita di san Pietro Celestino |
| 2      |      | Il santo sulla Majella in preghiera riceve l'annuncio dall'angelo                                                        | Storie della vita di san Pietro Celestino |
| 3      |      | Il santo in abiti papali viene trasportato in cielo accompagnato da san Benedetto                                        | Storie della vita di san Pietro Celestino |
| 4      |      | Il santo sulla Maiella tentato dal demonio                                                                               | Storie della vita di san Pietro Celestino |
| 5      |      | Il santo con la tiara in mano, in atto di fare il gran rifiuto                                                           | Storie della vita di san Pietro Celestino |

### Transetto
| Numero | Foto | Titolo                                                                        | Storia dell'affresco                              |
| ------ | ---- | ----------------------------------------------------------------------------- | ------------------------------------------------- |
| 1      |      | Santa Caterina difende la sua fede in disputa con i sofisti                   | Storie della vita di santa Caterina d'Alessandria |
| 2      |      | Sposalizio mistico di santa Caterina                                          | Storie della vita di santa Caterina d'Alessandria |
| 3      |      | La decollazione della santa davanti al tiranno Massenzio                      | Storie della vita di santa Caterina d'Alessandria |
| 4      |      | La santa ferita e in prigione assistita dagli angeli                          | Storie della vita di santa Caterina d'Alessandria |
| 5      |      | Il corpo esanime della santa cosparso di rose è portato in cielo dagli angeli | Storie della vita di santa Caterina d'Alessandria |